# Przasnysz (gmina)
Pour les articles homonymes, voir Przasnysz.
Przasnysz est une gmina rurale (gmina wiejska) de la powiat de Przasnysz, dans la Voïvodie de Mazovie, dans le centre-est de la Pologne.
Son siège administratif (chef-lieu) est la ville de Przasnysz, bien qu'elle ne fasse pas partie du territoire de la gmina.
La gmina couvre une superficie de 183,91 km2 pour une population de 7 165 habitants en 2006.

## Histoire
De 1975 à 1998, la gmina est attachée administrativement à la voïvodie d'Ostrołęka.

Depuis 1999, elle fait partie de la voïvodie de Mazovie.

## Géographie
La gmina inclut les villages et localités de :

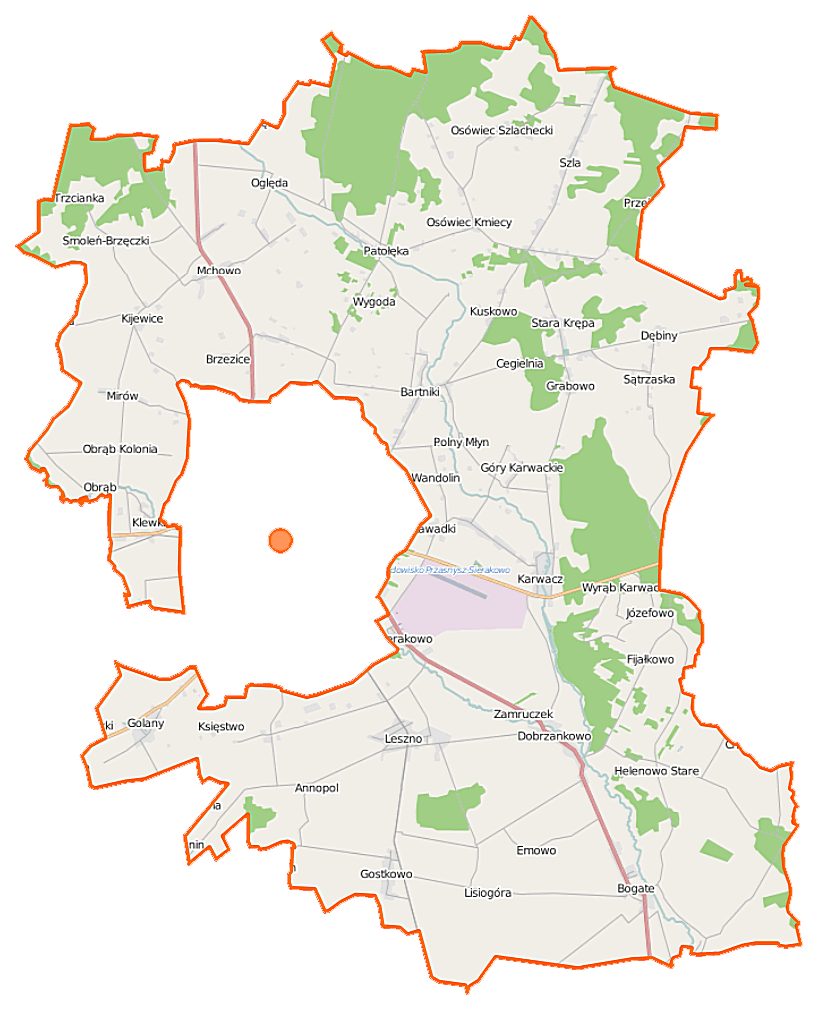
Plan de la gmina

- Annopol
- Bartniki
- Bogate
- Brzezice
- Cegielnia
- Cierpigórz
- Dębiny
- Dobrzankowo
- Emowo
- Fijałkowo
- Frankowo
- Golany
- Góry Karwackie
- Gostkowo
- Grabowo
- Helenowo-Gadomiec
- Janin
- Józefowo
- Karbówko
- Karwacz
- Kijewice
- Klewki
- Księstwo
- Leszno
- Lisiogóra
- Mchówko
- Mchowo
- Mirów
- Nowa Krępa
- Nowe Helenowo
- Obrąb
- Oględa
- Osówiec Kmiecy
- Osówiec Szlachecki
- Patołęka
- Polny Młyn
- Sątrzaska
- Sierakowo
- Stara Krępa
- Stare Helenowo
- Święte Miejsce
- Szla
- Trzcianka
- Wandolin
- Wielodróż
- Wygoda
- Wyrąb Karwacki
- Zakocie
- Zawadki

### Gminy voisines
La gmina de Przasnysz est voisine de :
- la ville de :
  - Przasnysz
- et des gminy suivantes :
  - Czernice Borowe
  - Jednorożec
  - Krasne
  - Krzynowłoga Mała
  - Płoniawy-Bramura

## Structure du terrain
D'après les données de 2002, la superficie de la commune de Przasnysz est de 183,91 km2, répartis comme tel :
- terres agricoles : 78%
- forêts : 16%

La commune représente 15,1% de la superficie du powiat.

## Démographie
Données du 30 juin 2004 :
| Description        | Total  | Total | Femmes | Femmes | Hommes | Hommes |
| ------------------ | ------ | ----- | ------ | ------ | ------ | ------ |
| Unité              | Nombre | %     | Nombre | %      | Nombre | %      |
| Population         | 7 189  | 100   | 3 535  | 49,2   | 3 654  | 50,8   |
| Densité (hab./km²) | 39,1   | 39,1  | 19,2   | 19,2   | 19,9   | 19,9   |